# Division I (Schach) 1956
Die Division I 1956 war die siebte schwedische Mannschaftsmeisterschaft im Schach (Allsvenskan) und gleichzeitig deren vierte Austragung in einem Ligabetrieb mit Auf- und Abstieg.

## Datum und Ort
Die Wettkämpfe wurden am 3. und 4. November in Stockholm ausgetragen.

## Turnierverlauf
Die Entscheidung um die Meisterschaft fiel in der letzten Runde, in welcher die führenden Schackkamraterna Solna auf den erst im Vorjahr aufgestiegenen Wasa SK trafen. Wasa gewann und wurde damit schwedischer Meister, während sich Solna erneut mit dem zweiten Platz begnügen musste. Der Titelverteidiger Stockholms Södra SS stieg ebenso ab wie der zweite Aufsteiger, die Auswahlmannschaft aus Skåne.

### Abschlusstabelle
| Pl. | Verein                  | Sp | G | U | V | MP  | Brett-P.  |
| --- | ----------------------- | -- | - | - | - | --- | --------- |
| 01. | Wasa SK (N)             | 3  | 2 | 1 | 0 | 5:1 | 17,0:13,0 |
| 02. | Schackkamraterna Solna  | 3  | 2 | 0 | 1 | 4:2 | 16,0:14,0 |
| 03. | Stockholms Södra SS (M) | 3  | 1 | 1 | 1 | 3:3 | 16,0:14,0 |
| 04. | Skånes SF (N)           | 3  | 0 | 0 | 3 | 0:6 | 11,0:19,0 |

### Entscheidungen
|     | Schwedischer Mannschaftsmeister: Wasa SK                     |
|     | Absteiger in die Division II: Stockholms Södra SS, Skånes SF |
| (M) | Meister der letzten Saison                                   |
| (N) | Aufsteiger der letzten Saison                                |

### Kreuztabelle
| Ergebnisse | Ergebnisse             | 01. | 02. | 03. | 04. |
| ---------- | ---------------------- | --- | --- | --- | --- |
| 01.        | Wasa SK                |     | 6   | 5   | 6   |
| 02.        | Schackkamraterna Solna | 4   |     | 6½  | 5½  |
| 03.        | Stockholms Södra SS    | 5   | 3½  |     | 7½  |
| 04.        | Skånes SF              | 4   | 4½  | 2½  |     |

## Die Meistermannschaft
| 1.            | Wasa SK |
| Schachfiguren | Erik Lundin, Ingvar Asmundsson, Leonard Lindberg, G. Eriksson, Rolf Lundquist, T. Bjarre, Sven Hagberg, Å. Tapper, S. Elgstrand, L. Sepp, N. Friberg. |